# Aeroportul Valdez
Aeroportul Valdez (IATA: VDZ, ICAO: PAVD, FAA LID: VDZ) este un aeroport din Valdez–Cordova Census Area⁠(d), Unorganized Borough, Alaska, Alaska, Statele Unite ale Americii ce deservește zona Valdez⁠(d). Aeroportul a fost tranzitat în 2019 de 18.802 pasageri. A fost numit după zona deservită.
Situat la o altitudine de 37 m, aeroportul dispune de 1 pistă. Este operat de Alaska Department of Transportation & Public Facilities⁠(d).

## Infrastructură

### Piste
Aeroportul dispune de o singură pistă. Pista 06/24 are suprafața de asfalt și dimensiunile 6.500 picioare × 150 picioare. 